# C/1887 B1
 C/1887 B1 lub Wielka Kometa Południowa z roku 1887 – kometa najprawdopodobniej jednopojawieniowa, którą można było obserwować gołym okiem w 1887 roku.

## Odkrycie i obserwacje komety
Kometa została zaobserwowana po raz pierwszy 18 stycznia 1887 roku przez Johna M. Thome’a. Widoczna była na półkuli południowej. Jeszcze przed odkryciem 11 stycznia przeszła przez peryhelium swej orbity.
Kometa nazywana była też „The Headless Wonder” („Bezgłowe cudo”).

## Orbita komety
C/1887 B1 porusza się po orbicie w kształcie zbliżonym do paraboli o mimośrodzie 1. Peryhelium znajdowało się w odległości 0,0048 j.a. od Słońca. Nachylenie jej orbity do ekliptyki wynosiło 144,4˚.